# ورخ-آپشویاختا
ورخ-آپشویاختا (به لاتین: Verkh-Apshuyakhta) یک منطقهٔ مسکونی در روسیه است که در جمهوری آلتای واقع شده‌است.